# 觀月及確定入月
觀月及入月（Hisab & Rukyah）是伊斯蘭教中的一個術語，該術語也是伊斯蘭教觀測月亮的方式。“Hisab”與“Rukyah”於1978年世界穆斯林大會正式確定，觀月的方式則是延續於傳統可蘭經的觀月方式，即每年的齋戒月的前一天以及齋戒月的最後一天進行觀測新月。而該方式也是確定齋戒月（即“Ramadan”）與開齋節（“Shawal”）第一天的主要標準。

## 相關標準
根據1978年的世界穆斯林大會中規定，日落時太陽的距離必須小於5°，而新月與日落時太陽的距離不得小於8°。而另外也必須注意，若當天觀月超過了標準或當天看不見月亮，則齋戒月或開齋節的日期也將會被推遲。